# 마늘냉이속
마늘냉이속(----屬, 학명: Alliaria 알리아리아[*])은 배추과의 속이다. 중앙아시아에서 유럽, 북아프리카에 이르는 지역에 분포한다.

## 하위 종
- 마늘냉이(A. petiolata (M.Bieb.) Cavara & Grande)
- A. auriculata Kom.
- A. brachycarpa M.Bieb.
- A. taurica (Adam) V.I.Dorof.